# Walter Gärtner
Walter Gärtner es un deportista de la RDA que compitió en vela en la clase Finn. Ganó una medalla de bronce en el Campeonato Europeo de Finn de 1961.

## Palmarés internacional
| Campeonato Europeo | Campeonato Europeo | Campeonato Europeo | Campeonato Europeo |
| Año                | Lugar              | Medalla            | Clase              |
| ------------------ | ------------------ | ------------------ | ------------------ |
| 1961               | Warnemünde (RDA)   | Medalla de bronce  | Finn               |